# Max Martin (Musiker)

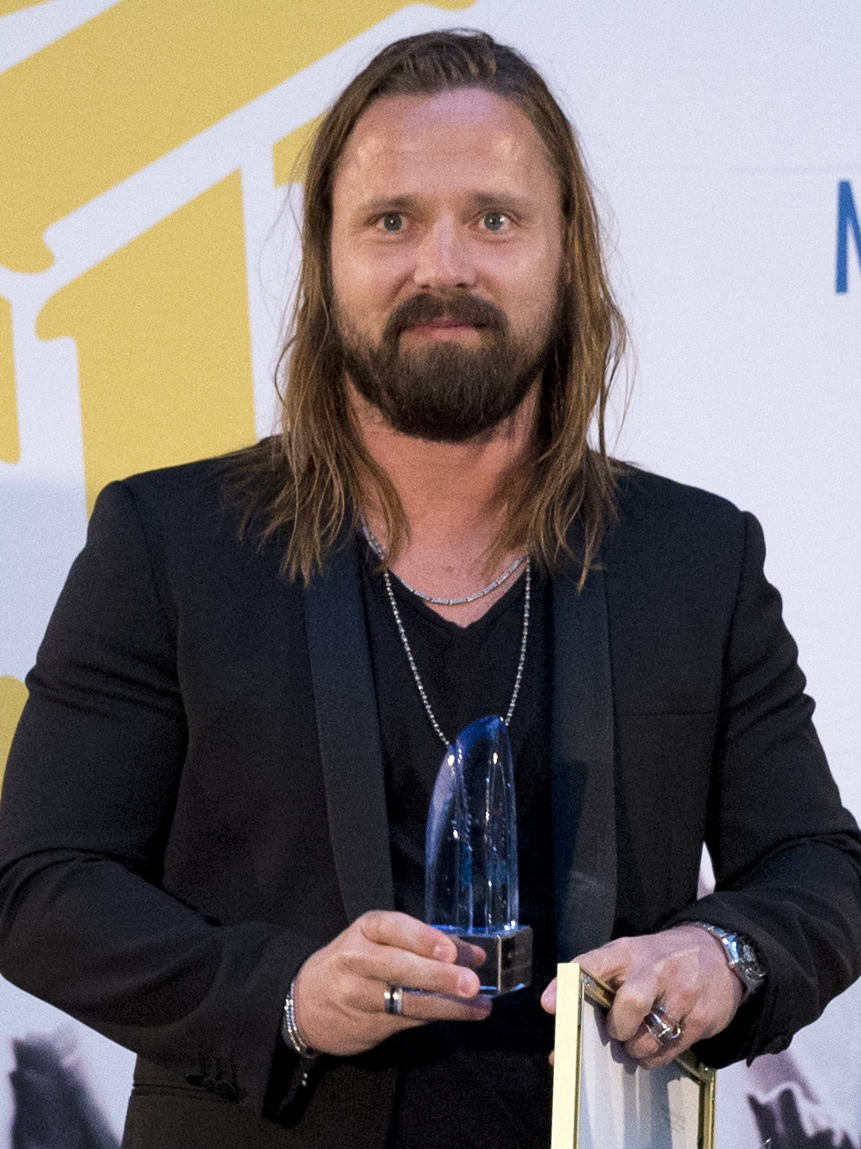
Max Martin (2015)

Max Martin (* 26. Februar 1971 in Stockholm als Karl Martin Sandberg) ist ein schwedischer Musikproduzent und Songwriter. Durch seine Hits für Ariana Grande, Backstreet Boys, Bon Jovi, Britney Spears, Céline Dion, Coldplay, Demi Lovato, Justin Timberlake, Katy Perry, Maroon 5, Pink, Rednex, Taylor Swift und The Weeknd zählt er seit den späten 1990er Jahren zu den kommerziell erfolgreichsten Songschreibern.

## Künstlerischer Werdegang

### Anfänge
Nach seinen ersten Versuchen als Sänger unter dem Namen Martin White in der schwedischen Funk-Metal-Band It’s Alive wandte er sich der Popmusik zu. Der schwedische Produzent und Gründer der Stockholmer Cheiron-Studios, Denniz PoP, bot der Band Anfang der neunziger Jahre einen Plattenvertrag an. Sandberg erlernte danach bei Denniz PoP Komposition und Produktion von Popmusik und legte sich auf dessen Anraten den Künstlernamen Max Martin zu.
1995 produzierte Martin zusammen mit Denniz PoP den erfolgreichen Rednex-Song Wish You Were Here. Im selben Jahr folgten einige Songs für das Ace-of-Base-Album The Bridge. 1996 arbeiteten Martin und PoP als Produzententeam für die Backstreet Boys. Zusammen schrieben und produzierten sie mit anderen Mitgliedern des Cheiron-Studios einen Großteil der Songs des Debütalbums der Band. Während PoPs typischer Dance-orientierter Stil einige der Songs wie z. B. We’ve Got It Goin’ On dominierte, zeigte sich auf dem Album auch erstmals der später typische „Max-Martin-Sound“, vor allem im Titel Quit Playing Games (with My Heart), der in zahlreichen Ländern Spitzenpositionen in den Charts einnahm und gleichzeitig auch der erste Titel war, der den Backstreet Boys in den USA zum Durchbruch verhalf.
Auch das zweite Album der Backstreet Boys produzierte Martin. Darüber hinaus arbeitete er an Alben für *NSYNC (u. a. an der Debütsingle I Want You Back) und 5ive. 1998 übernahm er nach dem plötzlichen Tod von Denniz PoP die Leitung der Cheiron-Studios und produzierte das Debütalbum von Britney Spears. Die von ihm und seinem neuen Produktionspartner Rami Yacoub produzierte erste Singleauskopplung … Baby One More Time und das gleichnamige Album stiegen Ende 1998 gleichzeitig auf Platz 1 der US-Charts ein und machten Spears zur jüngsten Künstlerin überhaupt, der dies gelang.

### Kommerzieller Erfolg
Neben Spears’ zweitem Platin-Album Oops!… I Did It Again schrieb und produzierte Martin Ende der 1990er Jahre für verschiedene Musikstars, einschließlich *NSYNC (It’s Gonna Be Me), Céline Dion (That’s the Way It Is), Bon Jovi (It’s My Life), Bryan Adams (Cloud #9), Westlife (When You’re Looking Like That), und das dritte Album (Millennium) der Backstreet Boys, das 1999 auf den Markt kam. Von den zwölf Titeln wurden sieben von Martin geschrieben, vier davon erschienen als Single. Die erste Single, I Want It That Way wurde zum meistgespielten Song des Jahres 1999, das Album selbst zum meistverkauften Album des Jahres. Max Martin wurde 1999, 2000 und 2001 mit dem Songwriter of the Year Award der ASCAP (American Society of Composers, Authors and Producers) ausgezeichnet.

### Das Ende bei Cheiron
Ende 2000 jedoch, das nächste Backstreet-Boys-Album Black & Blue war gerade erschienen, entschied sich Max Martin zur Schließung der Cheiron-Studios. Als Begründung gab er später in einem Interview im Time-Magazine an, diesen Schritt hauptsächlich deshalb getan zu haben, weil die Arbeit ohne den einstigen Gründer Denniz PoP nicht mehr dieselbe gewesen sei. Der Erfolg der letzten Jahre habe zudem dazu geführt, dass der Spaß, der bei Cheiron immer im Vordergrund stand, vom Verschwinden bedroht war. Die Produzenten, die bei Cheiron ihr musikalisches Zuhause hatten, gingen fortan eigene Wege.
Martin eröffnete mit Rami und seinem bisherigen Cheiron-Geschäftspartner Tom Talomaa die neue Produktionsfirma Maratone in Stockholm, war danach aber deutlich weniger präsent. Nach einigen weiteren Songs für Britney Spears (Overprotected), Céline Dion und Nick Carters Solo-Album wurde es eher ruhig um ihn.

### Vom Pop zum Rock
Mit dem vorläufigen Ende der Teen-Pop-Ära nach 2001 und der größeren Nachfrage nach anderen Musikrichtungen orientierte sich Max Martin um und kehrte mehr und mehr zu seinen Rockmusik-Wurzeln zurück. Erste Versuche in dem Genre waren Songs für Lambretta (Bimbo). Ferner beteiligte er sich 2002 am Schreiben der Songs für das Album X von Def Leppard (Unbelievable).
Neben der Zusammenarbeit mit Rami arbeitete er auch mit Lukasz Dr. Luke Gottwald, Gitarrist der bekannten US-Comedy-Show Saturday Night Live. Ein auf Anhieb erfolgreiches Projekt dieser Zusammenarbeit waren die für Kelly Clarkson produzierten Songs Since U Been Gone und Behind These Hazel Eyes. Außerdem produzierte Martin Rocksongs für das 2005 veröffentlichte Comeback-Album der Backstreet Boys, unter anderem Just Want You to Know und I Still …. Jüngste Produktionen sind Songs für Ana Johnsson, The Veronicas und Pink.
Martin schrieb auch Songs für Simple Plan, James Blunt und Avril Lavigne, die Sugababes sowie zusammen mit Dr. Luke und Cathy Dennis die Single I Kissed a Girl von Katy Perry, die in den USA, in Großbritannien und in Deutschland Platz 1 der Charts erreichte. Auch die Single So What von Pink, die in Deutschland bereits in der ersten Woche die Nr. 1 war, stammt von ihm. Später stand mit Hot n Cold von Katy Perry eine weitere Produktion von Martin an der Spitze der deutschen Charts. Mit drei Nr.-1-Hits innerhalb von vier Monaten war Martin kommerziell genauso erfolgreich wie zu Cheiron-Zeiten Ende der 1990er Jahre. Insgesamt stand er 2008 12 Wochen an der Spitze der deutschen Charts und ist damit der in den Charts erfolgreichste Musiker des Jahres. Für Circus, das Album von Britney Spears, hat er laut der offiziellen Website der Cheiron Studios den Titel If U Seek Amy produziert.
Seit 2009 produzierte er die US-Nr.-1-Hits Raise Your Glass von Pink, Last Friday Night (T.G.I.F.), E.T., Teenage Dream und California Gurls von Katy Perry, My Life Would Suck Without You von Kelly Clarkson, 3 von Britney Spears und Shake it Off, sowie Blank Space von Taylor Swift. Seit dem Jahr 2010 schrieb er des Weiteren neun US-Top-Ten-Hits, darunter Dynamite von Taio Cruz, DJ Got Us Fallin’ in Love von Usher, Whataya Want from Me von Adam Lambert, F**kin’ Perfect von Pink, What the Hell von Avril Lavigne, Hold It Against Me, Till the World Ends und I Wanna Go von Britney Spears, I Knew You Were Trouble von Taylor Swift und Love Me like You Do von Ellie Goulding.
2019 wurde das Jukebox-Musical & Juliet in UK uraufgeführt. Das Musical basiert auf den Hits von Martin. Die Songauswahl umfasst zahlreiche weltbekannte Pop-Hits, die Martin für Künstler wie Britney Spears, die Backstreet Boys, Katy Perry, Ariana Grande, Justin Timberlake, Céline Dion, Pink und andere geschrieben oder mitgeschrieben hat.
Für The Weeknds viertes Studioalbum After Hours (2020) steuerte er die Lieder Hardest to Love, Scared to Live, Blinding Lights, In Your Eyes und Save Your Tears bei. Das Album war sowohl ein künstlerischer als auch kommerzieller Erfolg.

## Stil
Der „Max-Martin-Sound“ zeichnet sich vor allem durch klassische Strophe/Refrain-Songstrukturen aus, wobei die Refrains stets betont werden. Der Refrain bildet meistens auch die Hookline des Songs, oft finden sich aber weitere Hooklines in den verschiedensten Formen.
Weiterhin typisch sind Modulationen der letzten Refrain-Wiederholungen in einer höheren Tonart sowie überlappende Refrains, bei denen mehrere Gesangsparts ineinander münden. Generell steht der Gesang stark im Vordergrund, der Hintergrund besteht überwiegend aus synthetischen Sounds, oft angereichert mit Gitarren und stets mit einem starken rhythmischen Beat.

## Auszeichnungen
Bei den Grammy Awards wurde Max Martin als bester Produzent 2014 ausgezeichnet. 2016 erhielt er gemeinsam mit Cecilia Bartoli den Polar Music Prize. Der Rolling Stone listete Martin 2015 auf Rang 41 der 100 größten Songwriter aller Zeiten. Die American Society of Composers, Authors and Publishers (ASCAP) wählte ihn insgesamt zehn Mal zum Songwriter of the Year (1999, 2000, 2001, 2011, 2012, 2013, 2014, 2015, 2016, und 2017).